# Chula – Das Spiel
Chula – Das Spiel (Originaltitel: Move Along Home) ist die zehnte Folge der ersten Staffel der US-amerikanischen Science-Fiction-Fernsehserie Star Trek: Deep Space Nine. Sie wurde in den Vereinigten Staaten über Syndication vermarktet und erstmals am 14. März 1993 auf verschiedenen Fernsehsendern ausgestrahlt. In Deutschland war sie zum ersten Mal am 20. März 1994 in einer synchronisierten Fassung auf Sat.1 zu sehen.

## Handlung
Im Jahr 2369 erhält die Raumstation Deep Space Nine Besuch von einer Delegation der Wadi. Es handelt sich um den ersten planmäßigen Erstkontakt mit einem Volk aus dem Gamma-Quadranten. Zu Commander Siskos Überraschung sind die Wadi jedoch gar nicht an diplomatischen Verhandlungen interessiert, sondern wollen direkt nach ihrer Ankunft die Bar des Ferengi Quark aufsuchen, um dort zu spielen. Quark macht sie mit dem Glücksspiel Dabo vertraut. Sie probieren es mehrere Stunden lang aus und haben dabei bemerkenswertes Glück. Sisko und seine Führungsoffiziere ziehen sich nach einer Weile zurück. Quark ist es nicht recht, dass die Wadi so oft gewinnen, und er weist einen Mitarbeiter an, den Spieltisch zu manipulieren. Die Wadi bemerken das jedoch. Ihr Anführer Falow gestattet Quark, den Betrug wieder gut zu machen, indem er ein Spiel der Wadi spielt. Falow transformiert den Dabo-Tisch in ein neues Spiel, das sich Chula nennt. Quarks Aufgabe ist es, vier Spielfiguren zum Ziel zu führen. Die genauen Regeln soll er im Laufe des Spiels lernen.
Sisko geht in sein Quartier und legt sich schlafen. Als er nach einiger Zeit erwacht, findet er sich in einem unbekannten Raum wieder. Hinter einer Tür erscheint kurz Falow, der ihn auffordert, zum Ziel zu gehen, und dann wieder verschwindet. Sisko findet schließlich Stationsarzt Julian Bashir, die erste Offizierin Kira Nerys und die Wissenschaftsoffizierin Jadzia Dax, die ebenfalls keine Ahnung haben, wie sie hierher gelangt sind.
Als Siskos Sohn Jake seinen Vater nicht finden kann, meldet er ihn bei Sicherheitschef Odo als vermisst. Odos Kollege Primmin von der Sternenflotte hat auch noch keinen der anderen Führungsoffiziere gesehen, glaubt aber zunächst, sie hätten zu lange mit den Wadi gefeiert.
Quark macht seinen ersten Zug und Falow erklärt, seine Spieler würden nun auf die Chandra treffen. Sisko und seine Leute hören daraufhin die Stimme eines jungen Mädchens. Sie hüpft über eine Reihe von Kästchen und rezitiert einen Reim. Vor ihr befindet sich eine Tür, die Siskos Gruppe offensichtlich durchschreiten soll. Der Weg wird allerdings von einem Kraftfeld versperrt, das nur das Mädchen durchqueren kann. Erst als Siskos Leute erkennen, dass sie die Bewegungen und den Reim des Mädchens exakt nachahmen müssen, gelingt es ihnen ebenfalls.
Quarks Figuren haben ihre Aufgabe gemeistert und er bekommt dafür von den Wadi einige Edelsteine. Er soll nun entscheiden, ob sie den langen und leichten Weg nehmen sollen oder den kurzen und gefährlichen, der mehr Gewinn verspricht. Quark wird von Odo unterbrochen, der ihn nach den vermissten Offizieren befragen will. Quark gibt zunächst an, nicht über ihr Verschwinden zu wissen, doch dann zieht er sehr schnell eine Verbindung: Vier Offiziere werden vermisst und er selbst lenkt vier Spielfiguren. Ihm und Odo wird plötzlich klar, dass die Vermissten sich irgendwie innerhalb des Spiels befinden müssen. Da Falow darauf besteht, dass das Spiel fortgesetzt wird, entscheidet sich Quark für den sicheren Weg.
Sisko und seine Leute betreten einen Raum voller Wadi, die herzhaft lachen, aber nicht auf Fragen reagieren. Ein Gas strömt ein und Siskos Leute drohen, zu ersticken. Den Wadi macht es hingegen nichts aus. Schließlich entdeckt Bashir, dass ein Getränk, das sie zu sich nehmen, das Gas neutralisiert. Damit ist auch diese Aufgabe gelöst.
Primmin misst seltsame Energiewerte vom Schiff der Wadi. Odo beamt hinüber, um sich das genauer anzusehen. Er macht einen einzelnen Raum als Quelle der Emissionen aus, doch als er ihn betritt, findet er sich plötzlich in Quarks Bar wieder. Falow bemerkt sein Erscheinen, lässt Quark aber unbeirrt weiterspielen. Der wählt wieder den leichten Weg, doch dieses Mal fallen seine Würfel schlecht und er verliert eine Figur. Innerhalb des Spielt registrieren die Offiziere einen Lichtball, der auf Bashir zukommt und ihn verschwinden lässt. Quark will die restlichen drei Figuren retten und entscheidet sich für den gefährlichen Weg, denn dieser führt fast bis ans Ziel. Erneut fallen seine Würfel schlecht und er muss sich entscheiden, eine Figur zu opfern, um die restlichen zwei zu retten. Quark will diese Entscheidung nicht treffen. Er geht vor Falow auf die Knie, gesteht seinen Betrug beim Dabo und fleht ihn an, ihm diese Aufgabe nicht aufzubürden. Falow lässt das Spiel daraufhin zufällig entscheiden, wer geopfert wird.
Sisko, Dax und Kira gelangen in eine Höhle. Eine Gestalt, die wie Bashir erscheint, weist ihnen den Ausgang. Dax verletzt sich am Bein, kann aber mit der Hilfe von Sisko und Kira weiterlaufen. Als sie jedoch an eine schmale Stelle entlang eines Abgrunds gelangen, stürzen sie gemeinsam in die Tiefe. Gemeinsam mit Bashir finden sie sich auf einmal in Quarks Bar wieder. Sie sind erstaunt darüber, dass ihnen nie eine wirkliche Gefahr gedroht hat, wozu Falow lachend meint: „Es ist nur ein Spiel!“

## Verbindungen zu anderen Star-Trek-Produktionen
Einige Elemente aus dieser Folge wurden in späteren Star-Trek-Produktionen wieder aufgegriffen:
- In Folge 3.05 (Spiegelbilder) der animierten Serie Star Trek: Lower Decks aus dem Jahr 2023 sind der Wadi Falow und eine seiner weiblichen Begleiterinnen aus Chula – Das Spiel als Hintergrundfiguren erneut zu sehen.
- In Folge 4.03 (In der Wiege Vexilons) von Star Trek: Lower Decks aus dem Jahr 2023 kommt erneut ein Chula-Spiel vor. Auch die Figur Chandra tritt erneut auf; sie wird hier von einer unbekannten Sprecherin gesprochen.

Jake Sisko wird hier älter gemacht als es in früheren Folgen etabliert worden war. Im Pilotfilm Der Abgesandte wurde sein Alter mit 12 Jahren angegeben. In Chula – Das Spiel ist er bereits 14, obwohl die Folge nur wenige Monate nach dem Pilotfilm spielt.

## Produktion

### Drehbuch
Der Arbeitstitel dieser Folge lautete Sore Losers.
Die Geschichte ist laut Showrunner Michael Piller von Folge 9 (Schachmatt) der britischen Fernsehserie Nummer 6 inspiriert.
Der Name Chula ist vom Leiterspiel (englisch: „Chutes and Ladders“) abgeleitet.
In einem frühen Entwurf hätten Sisko und seine Leute das Spiel gewinnen sollen, doch Bashir kehrt nicht in die echte Welt zurück. Um ihn zu retten, muss Quark seinen gesamten Gewinn zurückgeben.

### Darsteller
Die Hauptfigur Miles O’Brien (Colm Meaney) hat in dieser Folge keinen Auftritt.
James Lashly hat hier nach Folge 1.09 (Der Parasit) von Star Trek: Deep Space Nine seinen zweiten und letzten Auftritt als George Primmin. Er hatte zuvor außerdem Fähnrich Kopf in Folge 4.03 (Die ungleichen Brüder) von Raumschiff Enterprise – Das nächste Jahrhundert gespielt.

### Kostüme
Dies ist die erste Folge von Star Trek: Deep Space Nine, in der Galauniformen zu sehen sind. Obwohl für die Serie eine neue Variante der Sternenflotten-Dienstuniformen entworfen wurde, die sich deutlich von der aus der Vorgängerserie Raumschiff Enterprise – Das nächste Jahrhundert unterscheidet, wurde für die Galauniform die Variante aus Raumschiff Enterprise – Das nächste Jahrhundert beibehalten. Erst nach der erneuten Überarbeitung der Dienstuniform in der fünften Staffel wurde auch eine neue Variante der Galauniform eingeführt. Für die Bajoraner war zur Produktionszeit von Chula – Das Spiel noch keine Galauniform entworfen worden, weshalb Kira hier lediglich ihre Dienstuniform trägt.

### Modelle
Für das Raumschiff der Wadi wurde ein neues Modell angefertigt. Es wurde später in mehreren weiteren Folgen von Star Trek: Deep Space Nine für die Darstellung von Raumschiffen weiterer Völker wiederverwendet.

## Rezeption
Die Folge wurde 1993 für einen Primetime Emmy Award in der Kategorie „Beste Einzelleistung in Frisur für eine Serie“ nominiert.
Mit 6,0 von 10 möglichen Punkten (Stand 2019) ist Chula – Das Spiel die in der Internet Movie Database am sechstschlechtesten bewertete Folge von Star Trek: Deep Space Nine.
Keith DeCandido bewertete Chula – Das Spiel 2013 auf tor.com als eine leicht unterdurchschnittliche Folge von Star Trek: Deep Space Nine. Er empfand die Folge als weit weniger schlimm, als sie gemeinhin dargestellt wird. Er lobte die Schauspielleistung von Joel Brooks. Außerdem würden seiner Meinung nach durch die Erkenntnis, dass die Dinge, die Personen innerhalb des Spiels widerfahren, keine Konsequenzen im echten Leben haben, die Erwartungen der Zuschauer gekonnt untergraben. Dennoch hat die Folge für DeCandido deutliche Schwächen. So bleiben zu viele Aspekte des Spiels völlig unklar, zum Beispiel was genau Quarks Aufgabe ist, außer die Würfel zu werfen, oder wie genau sich die Vorgänge im Inneren des Spiels auf die reale Welt übertragen. Weiterhin kritisierte er eine gewisse Belanglosigkeit, da sich aus dem Spiel keine erkennbare Vertiefung der Beziehungen zu den Wadi ergibt.
2016 wurde Chula – Das Spiel in einer Umfrage unter Fans auf einer Star-Trek-Convention in Las Vegas zur achtschlechtesten Star-Trek-Folge gewählt.
Michael Weyer erstellte 2018 für cbr.com eine Liste von 20 Star-Trek-Folgen, die so schlecht sind, dass man sie gesehen haben muss. Chula – Das Spiel führte er dabei auf Platz 6.
John Miller erstellte 2022 für screenrant.com eine Liste der zehn schlechtesten Star-Trek-Folgen auf der Grundlage von Reddit-Diskussionen. Chula – Das Spiel landete dabei auf Platz 10.